# Erylus placenta
Erylus placenta är en svampdjursart som beskrevs av Thiele 1898. Erylus placenta ingår i släktet Erylus och familjen Geodiidae.
Artens utbredningsområde är havet kring Japan. Inga underarter finns listade i Catalogue of Life.